# Németország nemzeti parkjai
Németországban napjainkban 16 nemzeti park van. Ezek területe 2020 októberében összesen 1 050 442 hektár volt. Az alábbi szócikk a 16 nemzeti park adatait tartalmazza. A táblázatban dőlt betűvel az adott nemzeti park német neve látható.

## A 16 nemzeti park
| Név                                                                                         | Tartomány                     | Székhely        | Alapítás | Terület (hektárban) |
| ------------------------------------------------------------------------------------------- | ----------------------------- | --------------- | -------- | ------------------- |
| Bajor-erdő Nemzeti Park (Bayerisch Wald Nationalpark)                                       | Bajorország                   | Grafenau        | 1970     | 24 850              |
| Berchtesgaden Nemzeti Park (Nationalpark Berchtesgaden)                                     | Bajorország                   | Berchtesgaden   | 1978     | 20 804              |
| Schleswig-Holsteini Watt-tenger Nemzeti Park (Schleswig-Holsteiner Wattenmeer Nationalpark) | Schleswig-Holstein            | Tönning         | 1985     | 441 500             |
| Alsó-Szászországi Watt-tenger Nemzeti Park (Niedersächsisches Wattenmeer Nationalpark)      | Alsó-Szászország              | Wilhelmshaven   | 1986     | 345 000             |
| Hamburgi Watt-tenger Nemzeti Park (Hamburgisches Wattenmeer Nationalpark)                   | Hamburg                       | Hamburg         | 1990     | 13 750              |
| Jasmund Nemzeti Park (Nationalpark Jasmund)                                                 | Mecklenburg-Elő-Pomeránia     | Sassnitz        | 1990     | 3 070               |
| Harz-hegységi Nemzeti Park (Nationalpark Harz)                                              | Alsó-Szászország Szász-Anhalt | Wernigerode     | 2006     | 24 732              |
| Szász-Svájc Nemzeti Park (Nationalpark Sächsische Schweiz)                                  | Szászország                   | Bad Schandau    | 1990     | 9 350               |
| Müritz-i Nemzeti Park (Nationalpark Müritz)                                                 | Mecklenburg-Elő-Pomeránia     | Hohenzieritz    | 1990     | 32 200              |
| Elő-Pomerániai Lagúnavidék Nemzeti Park (Nationalpark Vompommersche Boddenlandschaft)       | Mecklenburg-Elő-Pomeránia     | Born a. Darß    | 1990     | 78 600              |
| Alsó Odera-völgyi Nemzeti Park (Nationalpark Unteres Odertal)                               | Brandenburg                   | Schwedt/Oder    | 1995     | 10 323              |
| Hainich-i Nemzeti Park (Nationalpark Hainich)                                               | Türingia                      | Bad Langensalza | 1997     | 7 513               |
| Eifel-hegységi Nemzeti Park (Nationalpark Eifel)                                            | Észak-Rajna-Vesztfália        | Schleiden       | 2004     | 10 770              |
| Kellerwald-Edersee-i Nemzeti Park (Nationalpark Kellerwald-Edersee)                         | Hessen                        | Bad Wildungen   | 2003     | 7 688               |
| Fekete-erdei Nemzeti Park (Nationalpark Schwarzwald)                                        | Baden-Württemberg             | Seebach         | 2014     | 10 062              |
| Hunsrück-Hochwald-i Nemzeti Park (Nationalpark Hunsrück-Hochwald)                           | Rajna-vidék-Pfalz Saar-vidék  | Birkenfeld      | 2015     | 10 230              |

## Képgaléria

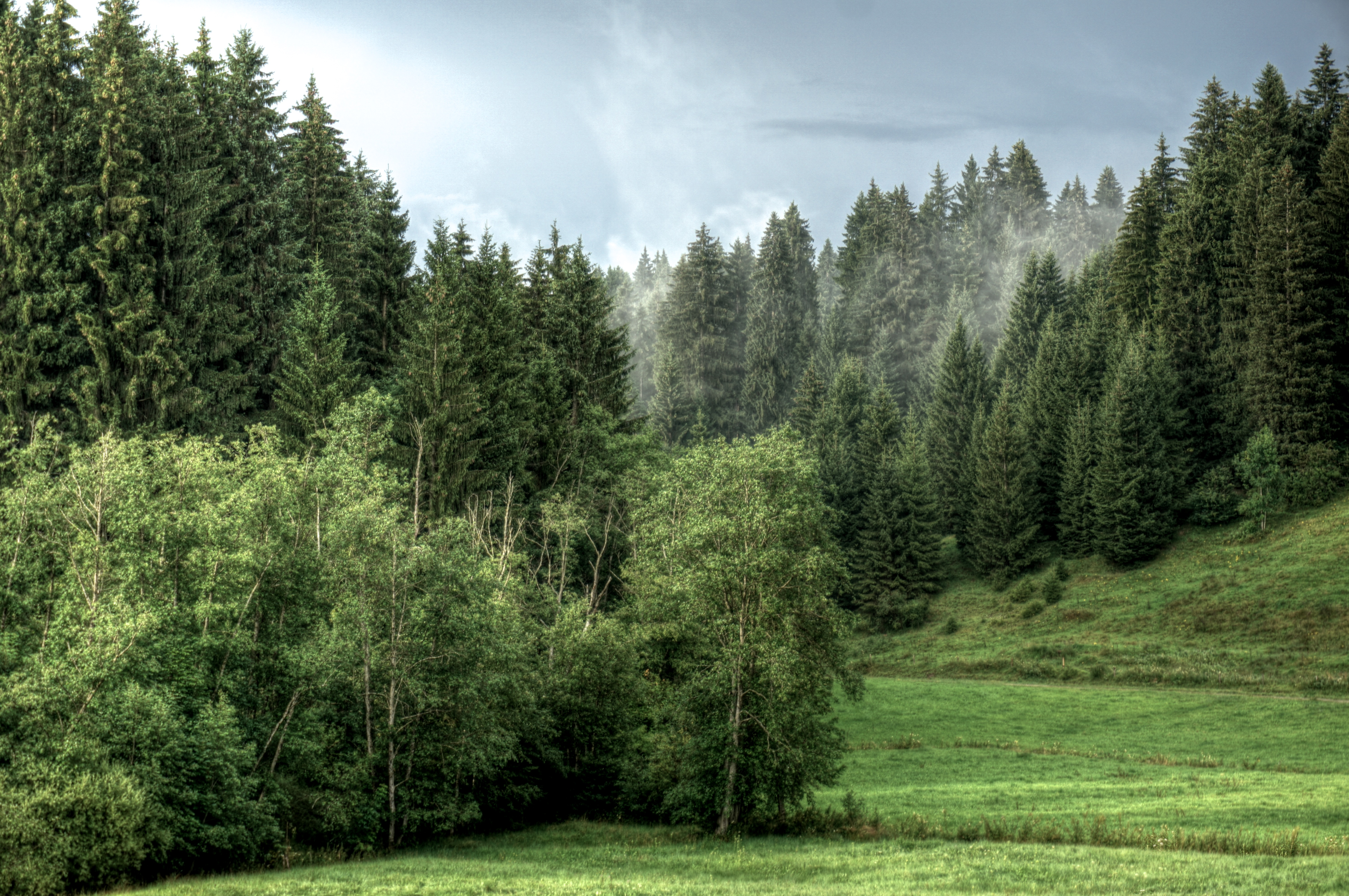
Látkép a Bajor-erdő Nemzeti Parkban
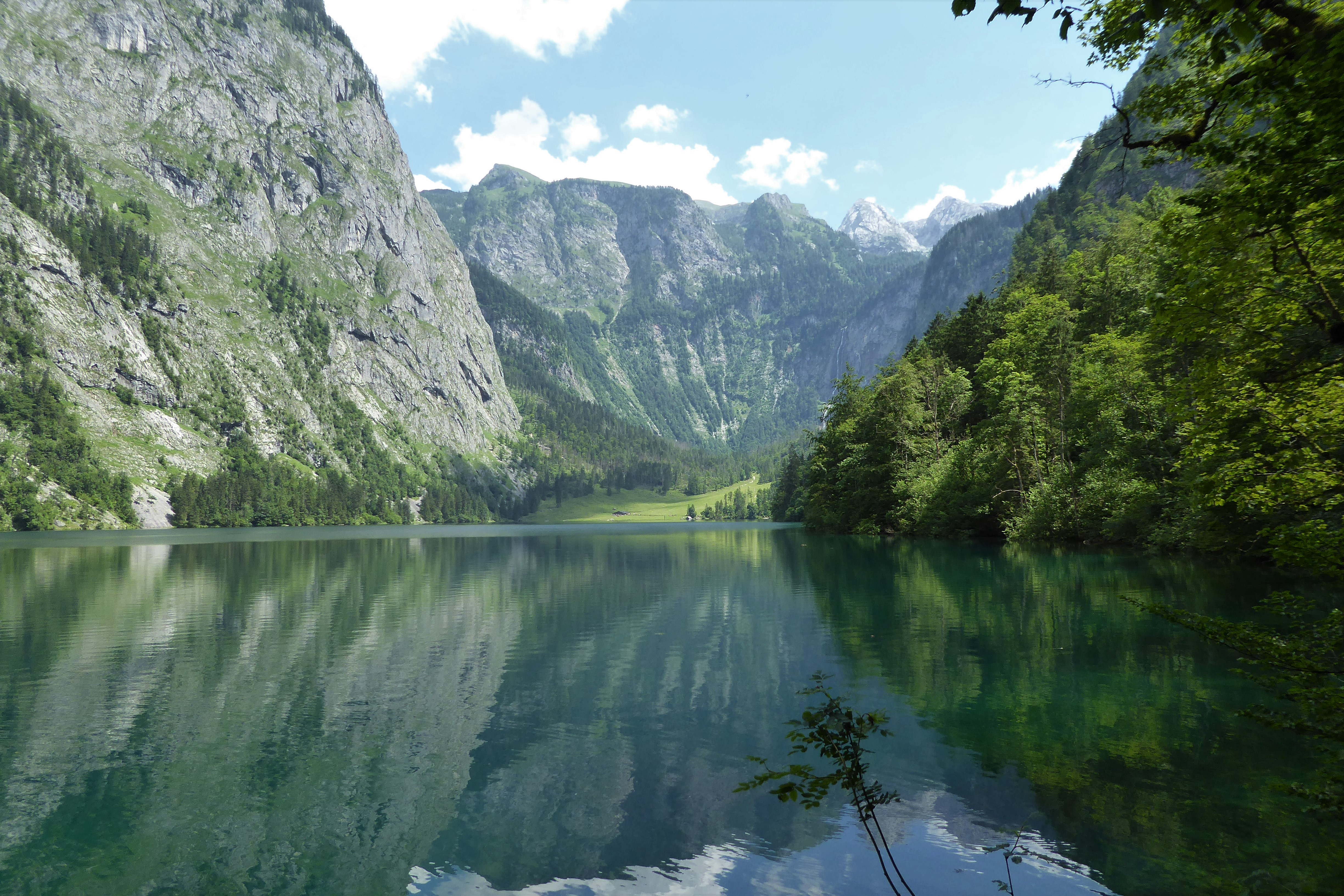
A Königssee látképe a Berchtesgaden Nemzeti Parkban
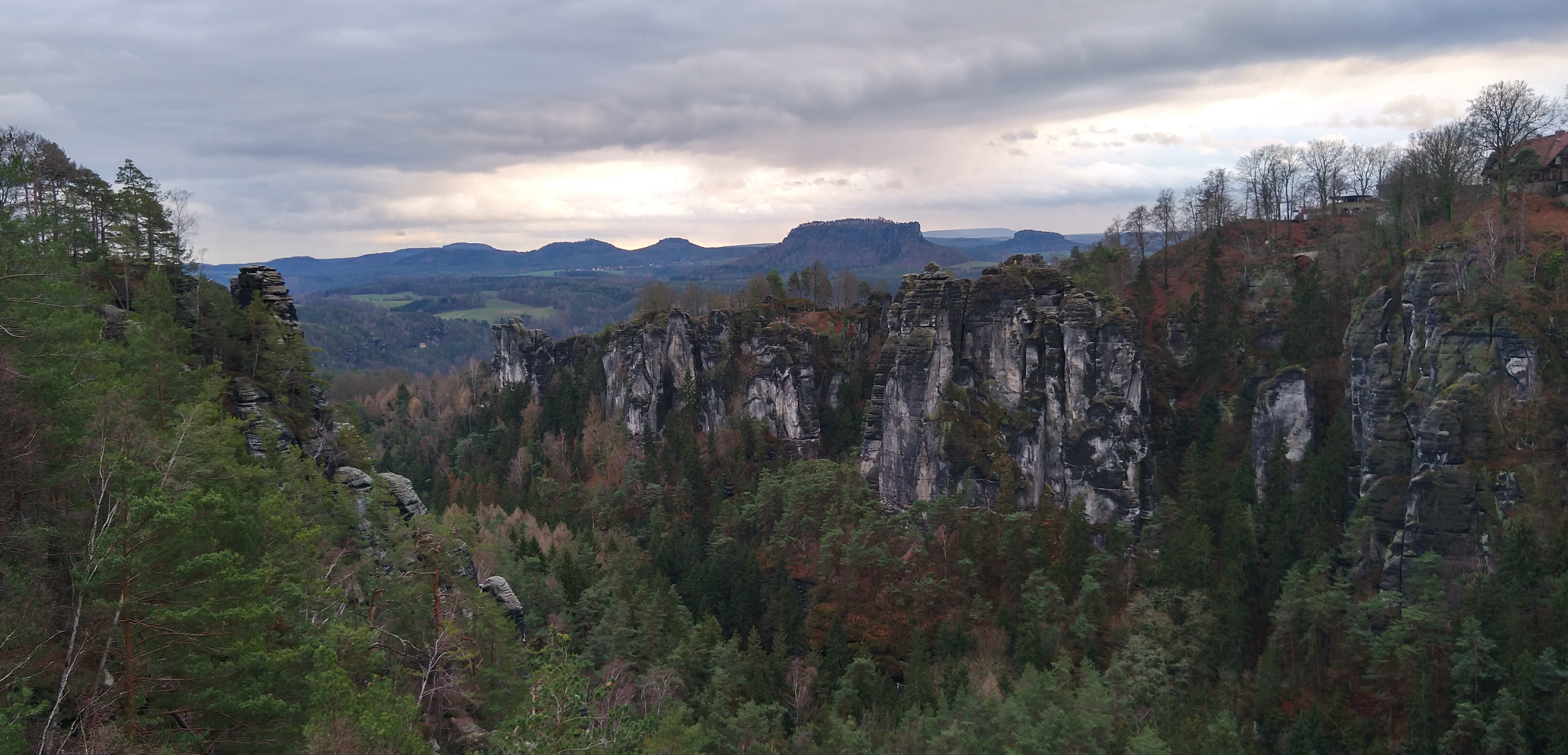
Szász-Svájci tájkép
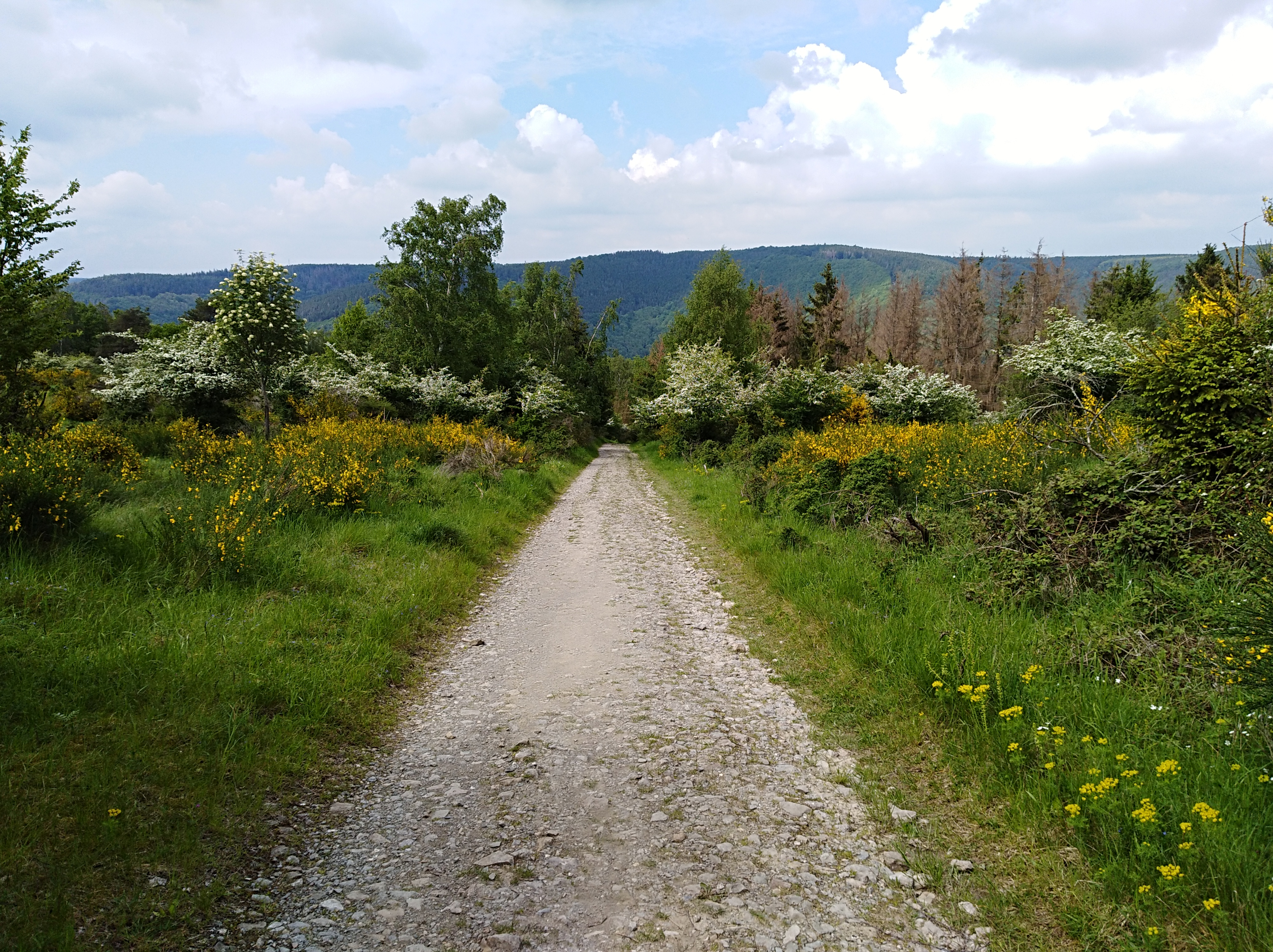
Földút az Eifel-hegységi Nemzeti Parkban
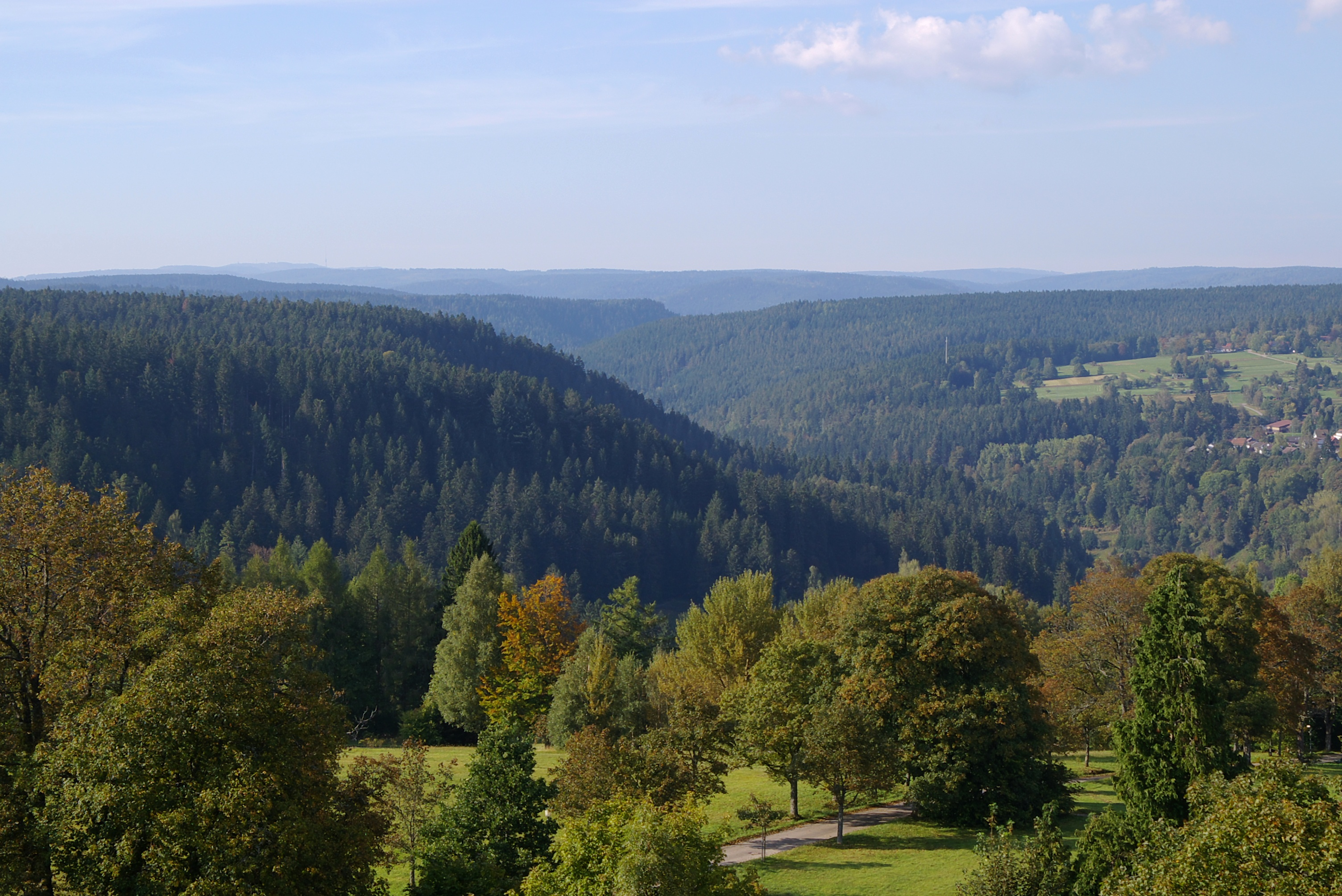
Forbachtal látképe a Fekete-erdei Nemzeti Parkban
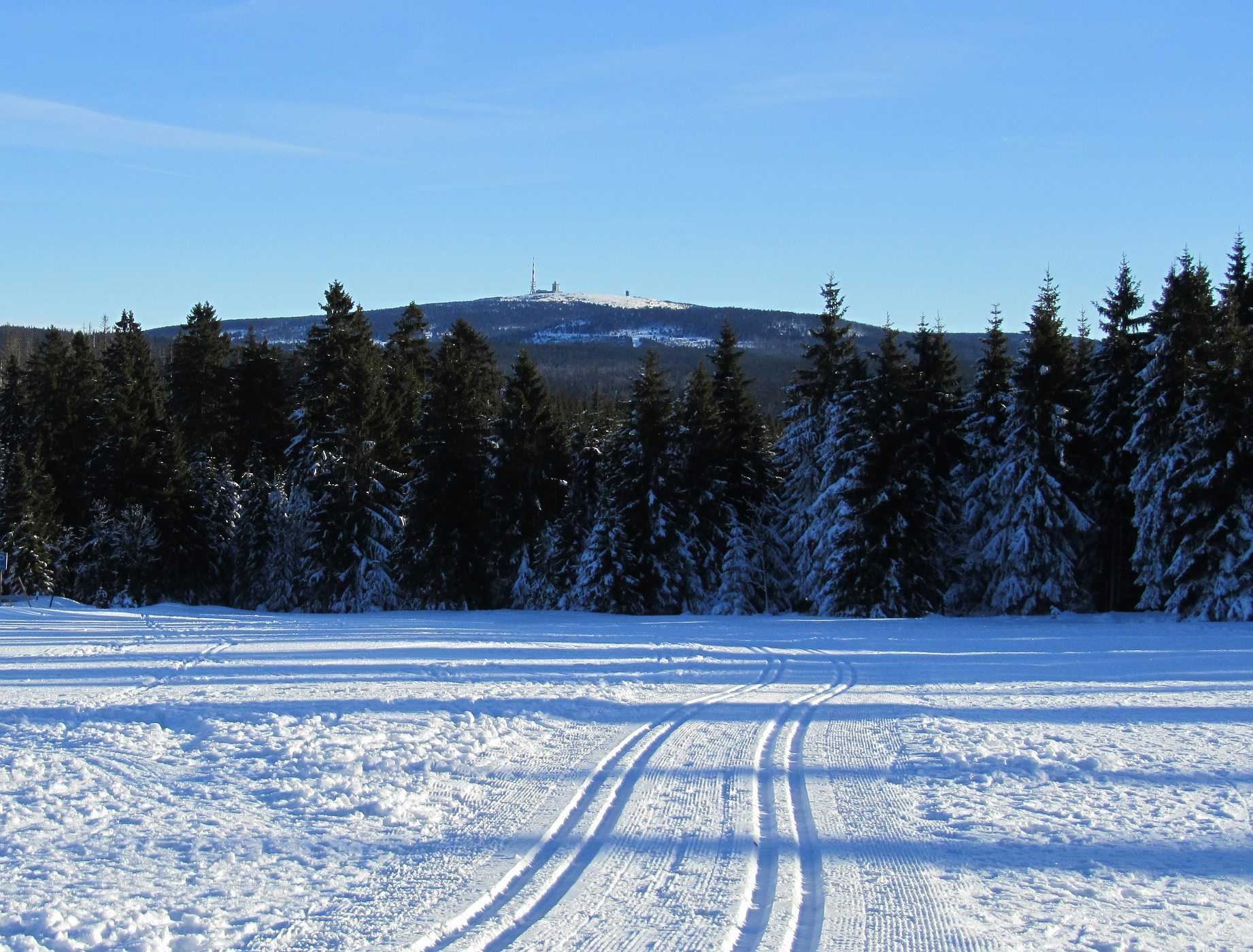
A Harz-hegységi Nemzeti Park télen
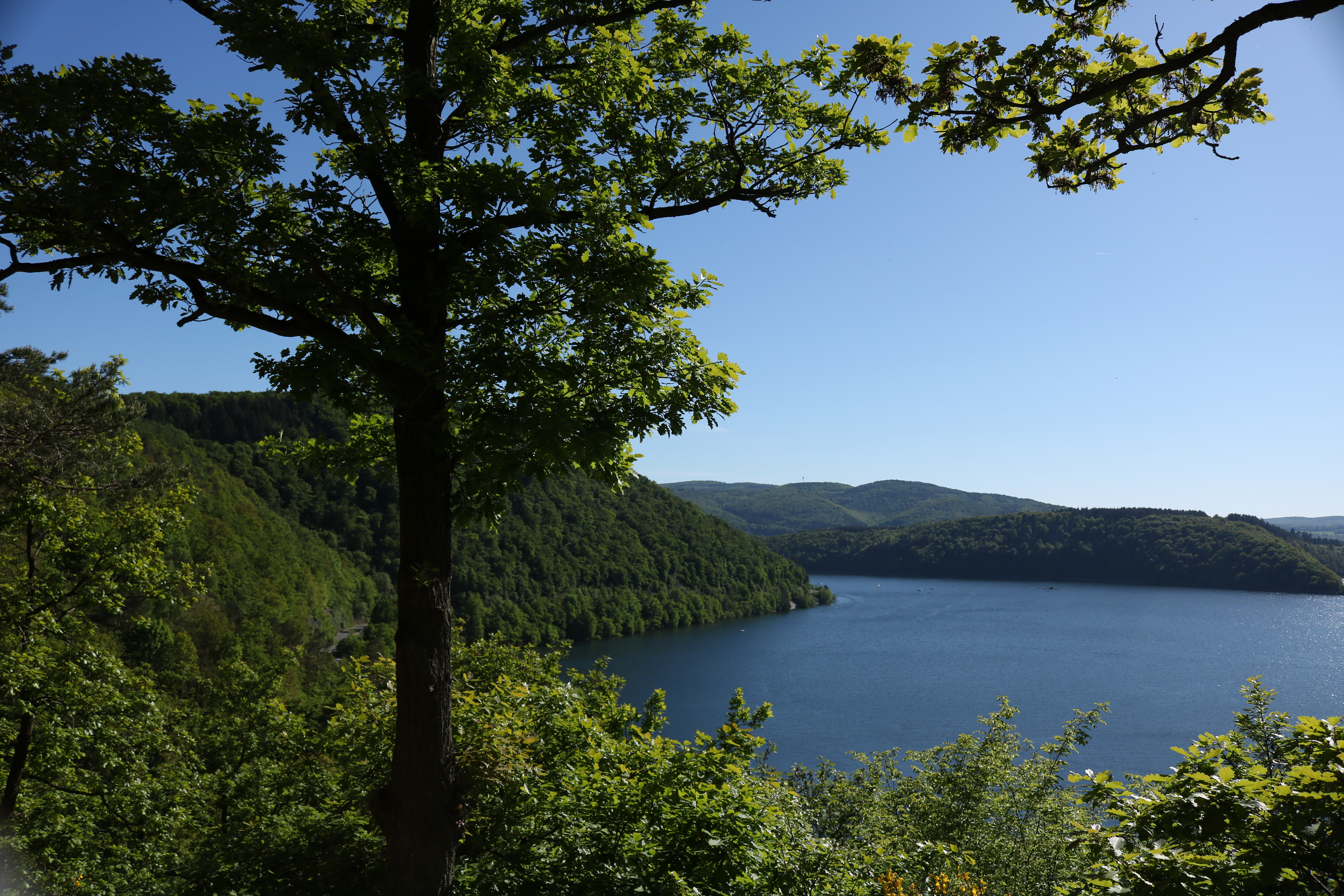
A nemzeti park névadó tava a Kellerwald-Edersee Nemzeti Parkban